# Aartsbisdom Cascavel
Het aartsbisdom Cascavel (Latijn: Archidioecesis Cascavellensis; Portugees: Arquidiocese de Cascavel) is een in Brazilië gelegen rooms-katholiek aartsbisdom met zetel in Cascavel in de staat Paraná. De aartsbisschop van Cascavel is metropoliet van de kerkprovincie Cascavel waartoe ook de volgende suffragane bisdommen behoren:
- Bisdom Foz do Iguaçu
- Bisdom Palmas-Francisco Beltrão
- Bisdom Toledo

## Geschiedenis
Het bisdom Cascavel werd opgericht op 5 mei 1978 door paus Paulus VI uit voormalige gebiedsdelen van het bisdom Toledo. Cascavel werd suffragaan aan het aartsbisdom Curitiba. Op 16 oktober 1979 werd het bisdom met de apostolische constitutie Maiori Christifidelium verheven tot aartsbisdom.

## Aartsbisschoppen van Cascavel
- 1978-1995: Armando Círio OSI (tot 1997 bisschop)
- 1995-2007: Lúcio Ignácio Baumgärtner
- 2007-2021: Mauro Aparecido dos Santos
- 2021-heden: Adelar Baruffi

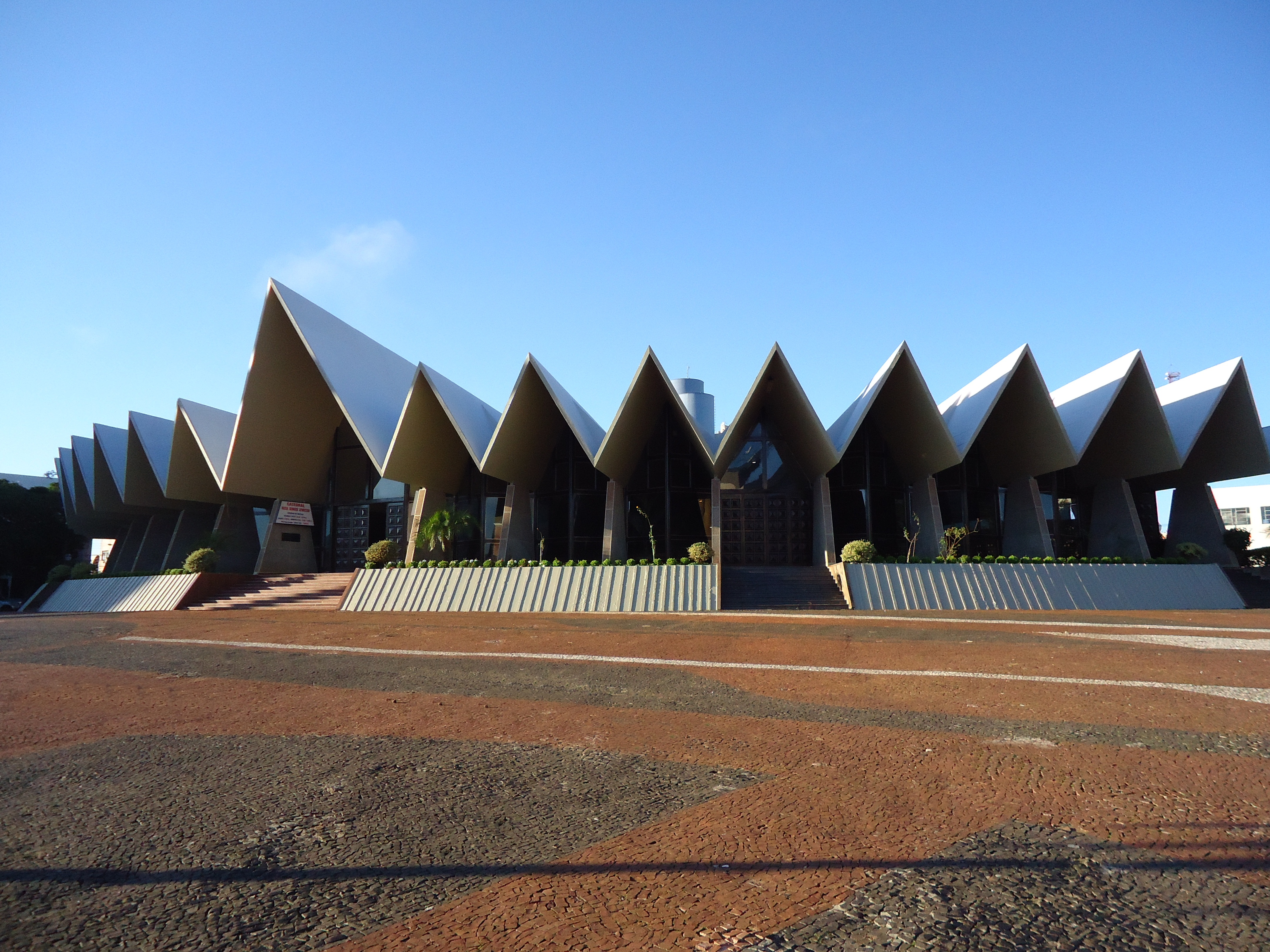
Kathedraal van Cascavel
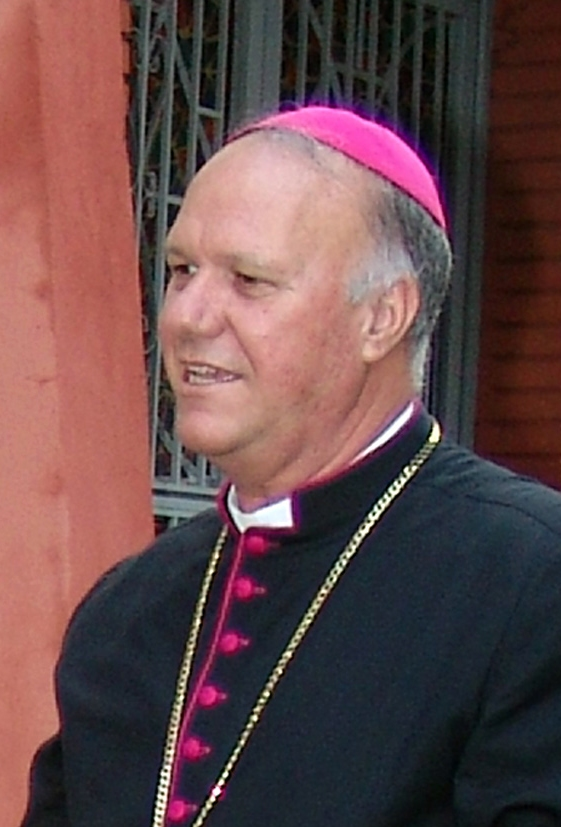
Aartsbisschop Mauro Aparecido dos Santos